# Лаго Реджило
Лаго Реджило (на италиански: Lago Regillo) e езеро в областта на античния град Тускулум близо до днешен Фраскати, вероятно в изсъхналия кратер „Panato Secco“.
На езерото Regillus lacus в началото на 5 век пр.н.е. се състои решителната битка в първата латинска война на Римската Република.